# Pseudomyrmex eduardi
Pseudomyrmex eduardi es una especie de hormiga del género Pseudomyrmex, subfamilia Pseudomyrmecinae. Fue descrita científicamente por Forel en 1912.
Es parecido a Pseudomyrmex caeciliae en color y tamaño, pero con puntuaciones diferentes. Se encuentra en Sudamérica.